# روبرت بيلارمن
روبرت بيلارمن (بالإيطالية: Roberto Francesco Romolo Bellarmino، وُلد في 4 أكتوبر 1542 – 17 سبتمبر 1621) كان يسوعيًا إيطاليًا وكاردينالًا للكنيسة الكاثوليكية. أُعلن قديسًا في عام 1930 وسُمي ملفانًا، من بين 36 شخصًا. كان واحدًا من أكثر الشخصيات بروزًا في الإصلاح المضاد.
كان بيلارمن أستاذًا في علم اللاهوت ولاحقًا رئيسًا للكلية الرومانية، وفي عام 1602 أصبح رئيسًا لأساقفة كابوا. أيد مراسيم الإصلاح لمجمع ترنت. كما يُعرف أيضًا بدوره البارز في قضية جوردانو برونو، ومحاكمة غاليليو، ومحاكمة الراهب فولجينزيو مانفريدي.

## نشأته
وُلد بيلارمن في مونتيبولسيانو، نجل أبوين نبيلين، بالرغم من كونهما معسرين، فينشنزو بيلارمينو وزوجته سينزيا سيرفيني، التي كانت شقيقة البابا مارسيليوس الثاني. ولما كان صبيًا كان يعرف فيرجيل عن ظهر قلب وألف عددًا من القصائد باللغة الإيطالية واللاتينية. أحد ترانيمه، عن مريم المجدلية، موجودة في كتاب أدعية روماني.
دخل الرهبنة اليسوعية الرومانية عام 1560، وبقي في روما ثلاث سنوات. ثم ذهب إلى دار يسوعي في موندوفي، في بييمونتي، حيث تعلم اللغة اليونانية. أثناء وجوده في موندوفي، لفت انتباه فرانشيسكو أدورنو، رئيس الإقليمية اليسوعية العليا المحلية، الذي أرسله إلى جامعة بادوفا.

## مسيرته المهنية
بدأت دراسات بيلارمن المنهجية في الإلهيات في بادوا في 1567 و 1568، حيث كان مدرسوه من أتباع التوماوية. في عام 1569 أُرسل لإنهاء دراسته في جامعة لوفين في فلاندر. قضى هناك، وحصل على سمعة باعتباره أستاذ وخطيب. كان أول يسوعي يدرّس في الجامعة، حيث كان موضوع دراسته عن الخلاصة اللاهوتية لتوما الأكويني. استمرت إقامته في لوفين سبع سنوات. في حالة صحية سيئة، سافر عام 1576 برحلة إلى إيطاليا. بقي هناك، بتكليف من البابا غريغوريوس الثالث عشر لإلقاء محاضرة حول علم اللاهوت السجالي في الكلية الرومانية الجديدة، المعروفة الآن باسم الجامعة الغريغورية الحبرية. في وقتٍ لاحق، كان سيعزز سبب تطويب لويجي غونزاغا، الذي كان طالبًا في الكلية خلال فترة بيلارمن.

### واجبات جديدة بعد عام 1589
حتى عام 1589، شغل بيلارمن منصب بروفيسور علم اللاهوت. في ذلك العام بعد اغتيال هنري الثالث ملك فرنسا، أرسل البابا سيكتوس الخامس إنريكو كايتاني بصفته مندوبًا إلى باريس للتفاوض مع التحالف الكاثوليكي في فرنسا، واختار بيلارمن لمرافقته بصفته عالمًا لاهوتيًا. كان في المدينة أثناء حصارها من قِبل هنري الرابع.
قال عنه البابا الثاني، كليمنت الثامن، «لم يكن لكنيسة الله نظير مثله في التعلم». عُين بيلارمن رئيسًا للكلية الرومانية عام 1592، وفاحصًا للأساقفة عام 1598، وكاردينالًا عام 1599. بعد تعيينه كاردينالًا، جعله البابا كليمنت مفتشًا كارديناليًا، حيث شغل منصب أحد القضاة في محاكمة جوردانو برونو، ووافق على القرار بإعدام برونو حرقًا باعتباره هرطقيًا.
عند وفاة البابا سيكستوس الخامس في عام 1590، كتب كونت أوليفاريس للملك فيليب الثالث ملك إسبانيا، «بيلارمن ... لا يمكن أن يصبح بابا، لأنه لا يراعي سوى مصالح الكنيسة ولا يستجيب لمبررات الأمراء». في عام 1602، أصبح رئيسًا لأساقفة كابوا. كتب ضد التعددية وعدم إقامة الأساقفة داخل أبرشياتهم. بصفته أسقفًا، وضع مراسيم الإصلاح الخاصة بمجمع ترنت موضع التنفيذ. حصل على بعض الأصوات في المجمع المغلق عام 1605 التي انتخبت البابا ليون الحادي عشر، والبابا بولس الخامس، وفي 1621 عندما انتُخب البابا غريغوري الخامس عشر، ولأنه كان يسوعيًا وقف ضده في حكم العديد من الكرادلة.
رأى توماس هوبز بيلارمن في روما خلال خدمة يوم جميع القديسين (1 نوفمبر) 1614، واستثناه بمفرده من التأنيب العام للكرادلة، ووصفه بأنه «رجل هزيل صغير» عاش «أكثر معتزلًا».

## روابط خارجية
- روبرت بيلارمن على موقع الموسوعة البريطانية (الإنجليزية)
- روبرت بيلارمن على موقع إن إن دي بي (الإنجليزية)